# Annette Rogers
Annette Joan Rogers. później Kelly (ur. 22 października 1913 w Chelsea, Massachusetts, zm. 8 listopada 2006 w Des Plaines, Illinois) – lekkoatletka amerykańska, biegaczka i skoczkini wzwyż, dwukrotna mistrzyni olimpijska w biegach sztafetowych.
Lekkoatletykę uprawiała w czasie nauki w szkole średniej Senn High School oraz studiów na Northwestern University (1933-1935). Zdobyła złoty medal na igrzyskach olimpijskich w Los Angeles 1932 w składzie sztafety 4 × 100 metrów (razem z Mary Carew, Evelyn Furtsch i Wilhelminą von Bremen. Osiągnięcie to powtórzyła cztery lata później w Berlinie, tym razem towarzysząc Harriet Bland, Betty Robinson i Helen Stephens. W Berlinie wystąpiła także w skoku wzwyż, zajmując 6. miejsce. Była kilkakrotnie halową mistrzynią USA – w 1933 i 1936 wygrywała skok wzwyż i bieg na 200 m.
W latach 1935–1965 pracowała w Lake View High School jako nauczycielka wychowania fizycznego. Została m.in. uhonorowana miejscem w Hall of Fame sportu chicagowskiego, a w 1996 była gościem honorowym igrzysk olimpijskich w Atlancie.